# Risen 3: Titan Lords
Risen 3: Titan Lords is een actierollenspel ontwikkeld door Piranha Bytes en uitgegeven door Deep Silver. Het spel kwam in Europa op 15 augustus 2014 uit voor PlayStation 3, Windows en Xbox 360. Het is het het vervolg op Risen 2: Dark Waters en het derde spel in de Risen-serie.
Risen 3: Titan Lords keert terug naar het middeleeuwenthema van de eerste Risen, in tegenstelling tot Risen 2 dat een piratenthema heeft.

## Systeemeisen
| Minimum systeemvereisen    |                                             |
| Besturingssysteem          | Windows Vista SP2, Windows 7 SP1, Windows 8 |
| Processor                  | 2.4 GHz Dual Core Processor                 |
| Werkgeheugen               | 2 GB                                        |
| Videokaart (videogeheugen) | Radeon HD 3850 of GeForce 9600 GT (512 MB)  |
| Geluidskaart               | DirectX 9.0c compatibel                     |
| Vrije opslagruimte         | 8 GB                                        |

| Aanbevolen systeemeisen    |                                                                      |
| Besturingssysteem          | Windows 7 (64-bit), Windows 8 (64-bit)                               |
| Processor                  | Intel Core i5 op 2.5 GHz of beter of AMD Phenom II X4 940 op 3.0 GHz |
| Werkgeheugen               | 4 GB                                                                 |
| Videokaart (videogeheugen) | Nvidia GeForce GTX 470 of AMD Radeon HD 5850 (512 MB)                |
| Vrije opslagruimte         | 8 GB                                                                 |